# Rascló de les Fiji
El rascló alabarrat o Rascló de les Fiji (Hypotaenidia poeciloptera) és un ocell extint de la família dels ràl·lids (Rallidae) que habitava entre la vegetació de les illes Viti Levu i Ovalau, a les Fiji.